# Santa Iria da Ribeira de Santarém
Santa Iria da Ribeira de Santarém is een plaats (freguesia) in de Portugese gemeente Santarém en telt 1021 inwoners (2001).